# 대니얼 로벅
대니얼 로벅(Daniel Roebuck, 1963년 3월 4일 ~ )은 미국의 배우, 작가이다.

## 출연 작품

### 영화
- 머니 토크 (1997)
- 파이널 데스티네이션 (2000)
- 위 워 솔저스 (2002)
- Getting Grace (2017) - 연출, 각본 겸임

### 텔레비전
- 사랑의 유람선 (1986)
- 로스트 (2005-10)
- 크리미널 마인드 (2016)
- 9-1-1 (2018-24)